# Joel Madden
Joel Madden (nascut l'11 de març de 1979) és el cantant principal del grup de música punk rock Good Charlotte i és el germà bessó del guitarrista principal del mateix grup Benji Madden.

## Abans de Good Charlotte
Nascut amb el nom de Joel Ryan Reuben Combs a Waldorf, Maryland. El seu pare va marxar de casa la nit de Nadal, quan ell tenia 15 anys cap a 16 perquè a casa seva tenien molts problemes econòmics. Tant ell com els seus germans van haver de treballar en feines mal pagades. Sa mare es va fer càrrec d'ells. Good Charlotte ha compost diverses cançons que van sobre aquest tema: "Thank you mom" (2000), "Emotionless"(2002), "The story of my old man" (2002) i "Chistmas by the phone", que no entra a cap àlbum. Té un germà gran que es diu Josh i és DJ, i una germana petita, la Sarah que és cantant també d'un grup de música anomenat Her Daily Obsession.
Tant ell com el seu germà es van canviar el cognom de Combs per Madden, el cognom de soltera de la seva mare.
Va "estudiar" a l'institut La Plata High School a La Plata, Maryland.

## Vida personal
El Joel va està sortint amb la cantant de pop Hilary Duff durant dos anys i mig, però la seva relació va acabar el novembre de 2006, suposadament per la seva diferència d'edat (quan van tallar la Hilary tenia 19 anys i ell 27). S'ha arribat a dir que estaven espiats per dos homes. Una fan de la Hilary Duff tenia planejat de matar en Joel i després casar la Hilary amb un fotògraf famós.
El desembre de 2006 es va saber que estava sortint amb Nicole Richie, una actriu (The Simple Life) i cantant, filla adoptiva de Lionel Richie.